# Temporada 1944 de las Grandes Ligas de Béisbol
La Temporada 1944 de las Grandes Ligas de Béisbol fue disputada de abril a octubre, con 8 equipos tanto en la Liga Americana como en la Liga Nacional con cada equipo jugando un calendario de 154 partidos. 
La temporada finalizó cuando St. Louis Cardinals derrotaron en la Serie Mundial a St. Louis Browns en seis juegos, ganando así su quinto título.
Con este suceso, St. Louis se convirtió en la tercera ciudad en albergar una serie mundial, luego de que lo hicieran Chicago y New York

## Premios y honores
- MVP
  - Hal Newhouser, Detroit Tigers (AL)
  - Marty Marion, St. Louis Cardinals (NL)

## Temporada Regular
| Liga Americana         | Liga Americana | Liga Americana | Liga Americana | Liga Americana | Liga Americana | Liga Americana |
| Equipo                 | V              | D              | CTE            | JD             | LOCAL          | VISITA         |
| ---------------------- | -------------- | -------------- | -------------- | -------------- | -------------- | -------------- |
| St. Louis Browns       | 89             | 65             | .578           | -              | 54-23          | 35-42          |
| Detroit Tigers         | 88             | 66             | .571           | 1              | 43-34          | 45-32          |
| New York Yankees       | 83             | 71             | .539           | 6              | 47-31          | 36-40          |
| Boston Red Sox         | 77             | 77             | .500           | 12             | 47-30          | 30-47          |
| Philadelphia Athletics | 72             | 82             | .468           | 17             | 39-37          | 33-45          |
| Cleveland Indians      | 72             | 82             | .468           | 17             | 39-38          | 33-44          |
| Chicago White Sox      | 71             | 83             | .461           | 18             | 41-36          | 30-47          |
| Washington Senators    | 64             | 90             | .416           | 25             | 40-37          | 24-53          |

| Liga Nacional         | Liga Nacional | Liga Nacional | Liga Nacional | Liga Nacional | Liga Nacional | Liga Nacional | Liga Nacional |
| Equipo                | V             | D             | CTE           | JD            | LOCAL         | VISITA        |               |
| --------------------- | ------------- | ------------- | ------------- | ------------- | ------------- | ------------- | ------------- |
| St. Louis Cardinals   | 105           | 49            | .682          | -             | 54-22         | 51-27         |               |
| Pittsburgh Pirates    | 90            | 63            | .588          | 14½           | 49-28         | 41-35         |               |
| Cincinnati Reds       | 89            | 65            | .578          | 16            | 45-33         | 44-32         |               |
| Chicago Cubs          | 75            | 79            | .487          | 30            | 35-42         | 40-37         |               |
| New York Giants       | 67            | 87            | .435          | 38            | 39-36         | 28-51         |               |
| Boston Braves         | 65            | 89            | .422          | 40            | 38-40         | 27-49         |               |
| Brooklyn Dodgers      | 63            | 91            | .409          | 42            | 37-39         | 26-52         |               |
| Philadelphia Phillies | 61            | 92            | .399          | 43½           | 29-49         | 32-43         |               |

## Postemporada
NL St. Louis Cardinals (4) vs. AL St. Louis Browns (2)
|                                          |
| Campeón St Louis Cardinals Quinto Título |

## Líderes de la liga

### Liga Americana
Líderes de Bateo 
| Categoría           | Jugador           | Equipo | Marca |
| ------------------- | ----------------- | ------ | ----- |
| Porcentaje de bateo | Lou Boudreau      | CLE    | .327  |
| Cuadrangulares      | Nick Etten        | NYY    | 22    |
| Carreras Impulsadas | Vern Stephens     | SLB    | 109   |
| Carreras Anotadas   | Snuffy Stirnweiss | NYY    | 125   |
| Hits                | Snuffy Stirnweiss | NYY    | 205   |
| Robo de Bases       | Snuffy Stirnweiss | NYY    | 55    |

Líderes de Pitcheo 
| Categoría         | Jugador                                    | Equipo      | Marca |
| ----------------- | ------------------------------------------ | ----------- | ----- |
| Victorias         | Hal Newhouser                              | DET         | 29    |
| Derrotas          | Early Wynn Bill Dietrich                   | WSH CHW     | 17    |
| ERA               | Dizzy Trout                                | DET         | 2.12  |
| Ponches           | Hal Newhouser                              | DET         | 187   |
| Entradas Lanzadas | Dizzy Trout                                | DET         | 352.2 |
| Juegos salvados   | Gordon Maltzberger Joe Berry George Caster | CHW PHA SLB | 12    |

### Liga Nacional
Líderes de Bateo 
| Categoría           | Jugador        | Equipo | Marca |
| ------------------- | -------------- | ------ | ----- |
| Porcentaje de bateo | Dixie Walker   | BRO    | .357  |
| Cuadrangulares      | Bill Nicholson | CHC    | 33    |
| Carreras Impulsadas | Bill Nicholson | CHC    | 122   |
| Carreras Anotadas   | Bill Nicholson | CHC    | 116   |
| Hits                | Tommy Holmes   | BSN    | 224   |
| Robo de Bases       | Johnny Barrett | PIT    | 28    |

Líderes de Pitcheo 
| Categoría         | Jugador           | Equipo | Marca |
| ----------------- | ----------------- | ------ | ----- |
| Victorias         | Bucky Walters     | CIN    | 23    |
| Derrotas          | Ken Raffensberger | PHI    | 20    |
| ERA               | Ed Heusser        | CIN    | 2.38  |
| Ponches           | Bill Voiselle     | NYG    | 161   |
| Entradas Lanzadas | Bill Voiselle     | NYG    | 312.2 |
| Juegos salvados   | Ace Adams         | NYG    | 13    |